# Jan Flinterman
Jan Flinterman (n. 2 octombrie 1919, Haga, Țările de Jos – d. 26 decembrie 1992, Leiden, Olanda de Sud, Țările de Jos) a fost un pilot de Formula 1. De-a lungul carierei a luat startul în 1 cursă, niciuna din pole-position. Nu a câștigat nicio cursă și nu a terminat niciodată pe podium, acumulând 0 puncte în întreaga activitate ca pilot de Formula 1.